# ラルズ郡 (ミズーリ州)
ラルズ郡（英: Ralls County）は、アメリカ合衆国ミズーリ州の北東部に位置する郡である。2010年国勢調査での人口は10,167人であり、2000年の9,626人から5.6％増加した。郡庁所在地はニューロンドン市（人口974人）であり、同郡で人口最大の都市はマリオン郡に跨るハンニバル市（人口17,916人）である。ラルズ郡は1820年11月16日に組織化され、郡名はミズーリ州議会議員を務めたダニエル・ラルズに因んで名付けられた。
ラルズ郡はハンニバル小都市圏に属している。

## 歴史
ラルズ郡には主にケンタッキー州やテネシー州などアップランドサウスと呼ばれる地域から移住してきた開拓者が入ったミシシッピ川に沿った幾つかの開拓地の1つである。彼等は奴隷と共にその制度をこの地域に持ち込み、直ぐにテネシー州中部やケンタッキー州で栽培していた麻やタバコの栽培を始めた。また南北戦争前の建築や文化も持ち込んだのでリトル・ディキシーと呼ばれるようになり、ラルズ郡はその中心だった。

## 地理
アメリカ合衆国国勢調査局に拠れば、郡域全面積は483.82平方マイル (1,253.1 km2)であり、このうち陸地471.00平方マイル (1,219.9 km2)、水域は12.82平方マイル (33.2 km2)で水域率は2.65％である。

### 主要高規格道路
- アメリカ国道24号線
- アメリカ国道36号線
- アメリカ国道54号線
- アメリカ国道61号線
- ミズーリ州道19号線
- ミズーリ州道79号線
- ミズーリ州道154号線

### 隣接する郡
- マリオン郡 - 北
- パイク郡 (イリノイ州) - 北東
- パイク郡 - 南東
- アウドレイン郡 - 南
- モンロー郡 - 西

## 人口動態
以下は2000年の国勢調査による人口統計データである。
| 基礎データ - 人口: 9,626人 - 世帯数: 3,736 世帯 - 家族数: 2,783 家族 - 人口密度: 8人/km2（20人/mi2） - 住居数: 4,564軒 - 住居密度: 4軒/km2（10軒/mi2） 人種別人口構成 - 白人: 97.93% - アフリカン・アメリカン: 1.11% - ネイティブ・アメリカン: 0.20% - アジア人: 0.08% - 太平洋諸島系: 0.01% - その他の人種: 0.04% - 混血: 0.62% - ヒスパニック・ラテン系: 0.44% 先祖による構成 - アメリカ人：30.1％ - ドイツ系：27.3％ - イギリス系：10.5％ - アイルランド系：10.4％ 年齢別人口構成 - 18歳未満: 25.2% - 18-24歳: 7.1% - 25-44歳: 26.9% - 45-64歳: 26.5% - 65歳以上: 14.2% - 年齢の中央値: 39歳 - 性比（女性100人あたり男性の人口） - 総人口: 100.9 - 18歳以上: 98.9 | 世帯と家族（対世帯数） - 18歳未満の子供がいる: 34.0% - 結婚・同居している夫婦: 64.2% - 未婚・離婚・死別女性が世帯主: 6.5% - 非家族世帯: 25.5% - 単身世帯: 21.2% - 65歳以上の老人1人暮らし: 10.0% - 平均構成人数 - 世帯: 2.55人 - 家族: 2.95人 収入と家計 - 収入の中央値 - 世帯: 37,094米ドル - 家族: 41,955米ドル - 性別 - 男性: 28,139米ドル - 女性: 20,238米ドル - 人口1人あたり収入: 16,456米ドル - 貧困線以下 - 対人口: 8.7% - 対家族数: 6.6% - 18歳未満: 9.7% - 65歳以上: 10.7% |

## 都市と町
| - センター - ハンニバル市 | - モンローシティ - ニューロンドン - 郡庁所在地 | - ペリー - レンスラー | - セイバートン - バンダリア |

## 政治

### 地方
ラルズ郡の地方レベルでは民主党が大半の政治を支配しており、郡の選挙で選ばれる役職は1人を除いて独占している。

### 国政

#### 2008年大統領予備選挙
2008年の大統領予備選挙で、ラルズ郡は二大政党の候補者をどちらも州全体と全国で二位に終わった者を選んだ。民主党の予備選挙ではヒラリー・クリントンが1位となり、さらに共和党予備選挙で各候補に投じられた票数よりも多かった。